# 曾永森
敦曾永森（英語：Michael Chen Wing Sum，1932年6月26日—2024年7月26日）是马来西亚政治人物，第13任马来西亚上议院主席，前马来西亚华人公会署理总会长，前乌鲁雪兰莪国会议员，前房屋及地方政府部长。

## 生平
曾永森曾经出任马华署理总会长，由于不是时任总会长李三春派人马使得他在党内难以处事，毅然决定党选时挑战李三春却败选，由于当时的内斗遭开除，1981年加入民政党。
1986年，他选择再一次挑战民政党主席林敬益，可惜结局与在马华一样失败。之后，曾永森得到林良实的接纳，再一次回到马华。
1996年，曾永森出任上议院副主席，2000年升任上议院主席。2003年，他退下职来，而巧合的是时任首相马哈迪·莫哈末也在该年卸下首相一职。

## 政治事业

### 党务
- 马华公会署理总会长

### 政府职位
- 房屋及地方政府部长

### 国会
- 乌鲁雪兰莪国会议员
- 第13任马来西亚上议院主席

## 勋章
Seri Setia Mahkota (S.S.M) -敦